# Università degli Studi „Guglielmo Marconi“

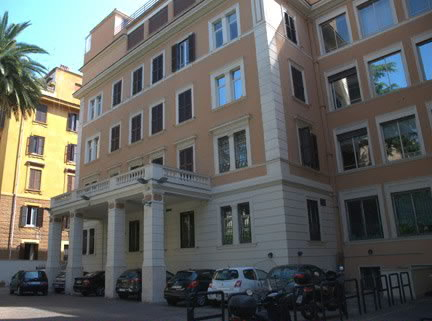
Università degli Studi „Guglielmo Marconi“

Die Università degli Studi „Guglielmo Marconi“ – UNIMARCONI ist eine private, staatlich anerkannte Fernuniversität mit Sitz in Rom.

## Organisation

### Fakultäten
- Wirtschaftswissenschaften
- Rechtswissenschaften
- Literaturwissenschaften
- Erziehungswissenschaften
- Politikwissenschaften
- Angewandte Wissenschaften und Technologie

### Postgraduale Studiengänge
- Master
- PhD

## Rektoren
- Alessandra Briganti (seit 2004)

## Persönlichkeiten
- Maria Chiara Carrozza
- Paolo Savona